# Aldgate East (London Underground)

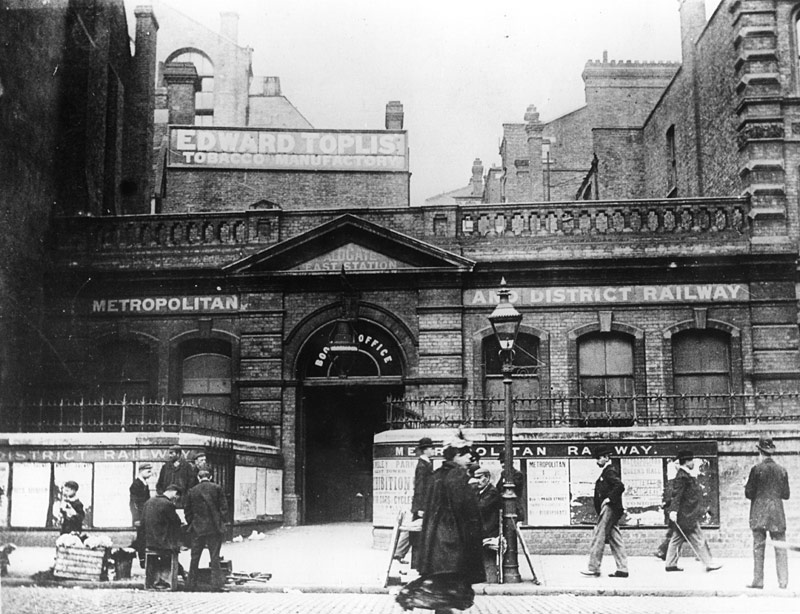
Station Aldgate East 1895

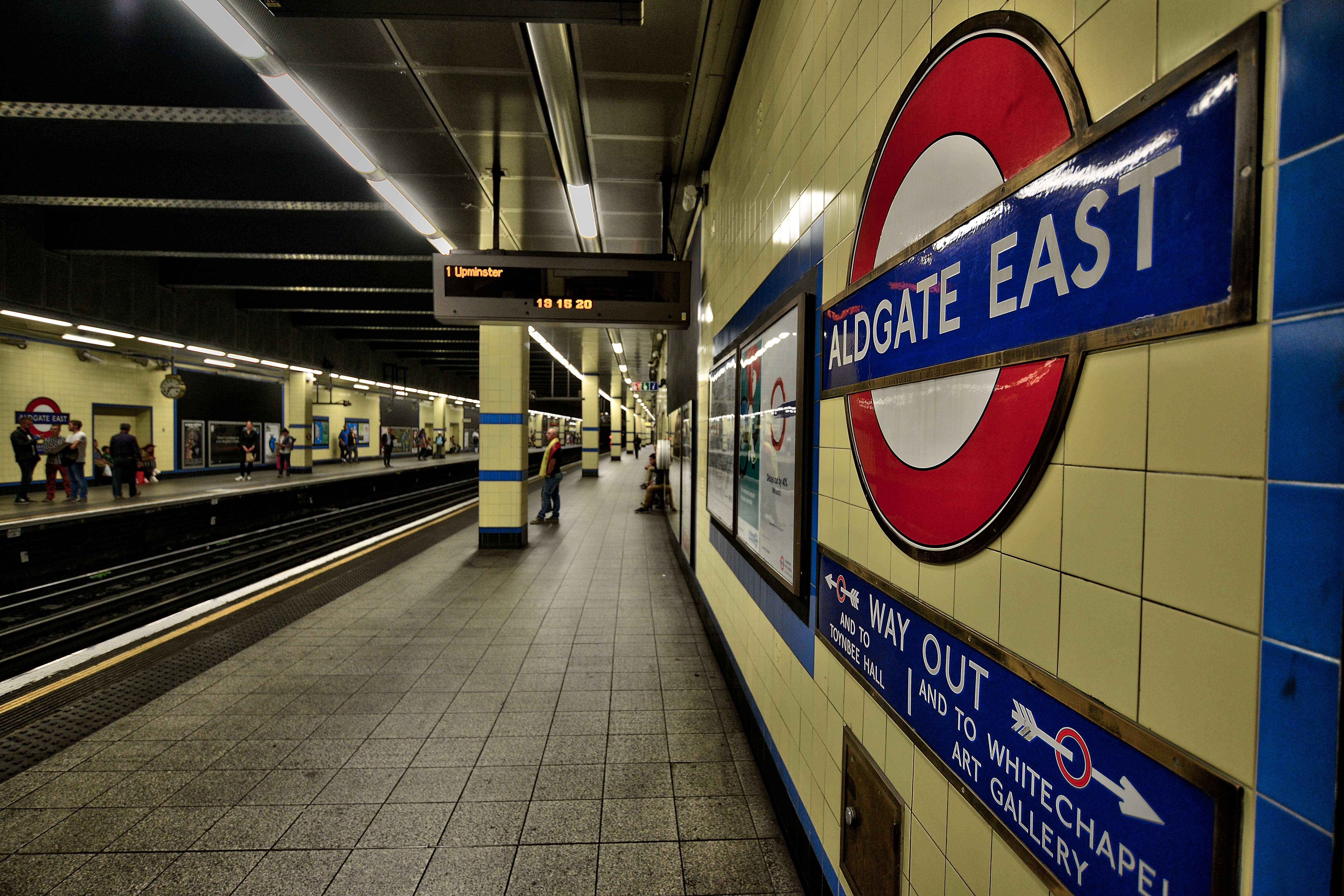
Bahnsteig in Richtung Westen

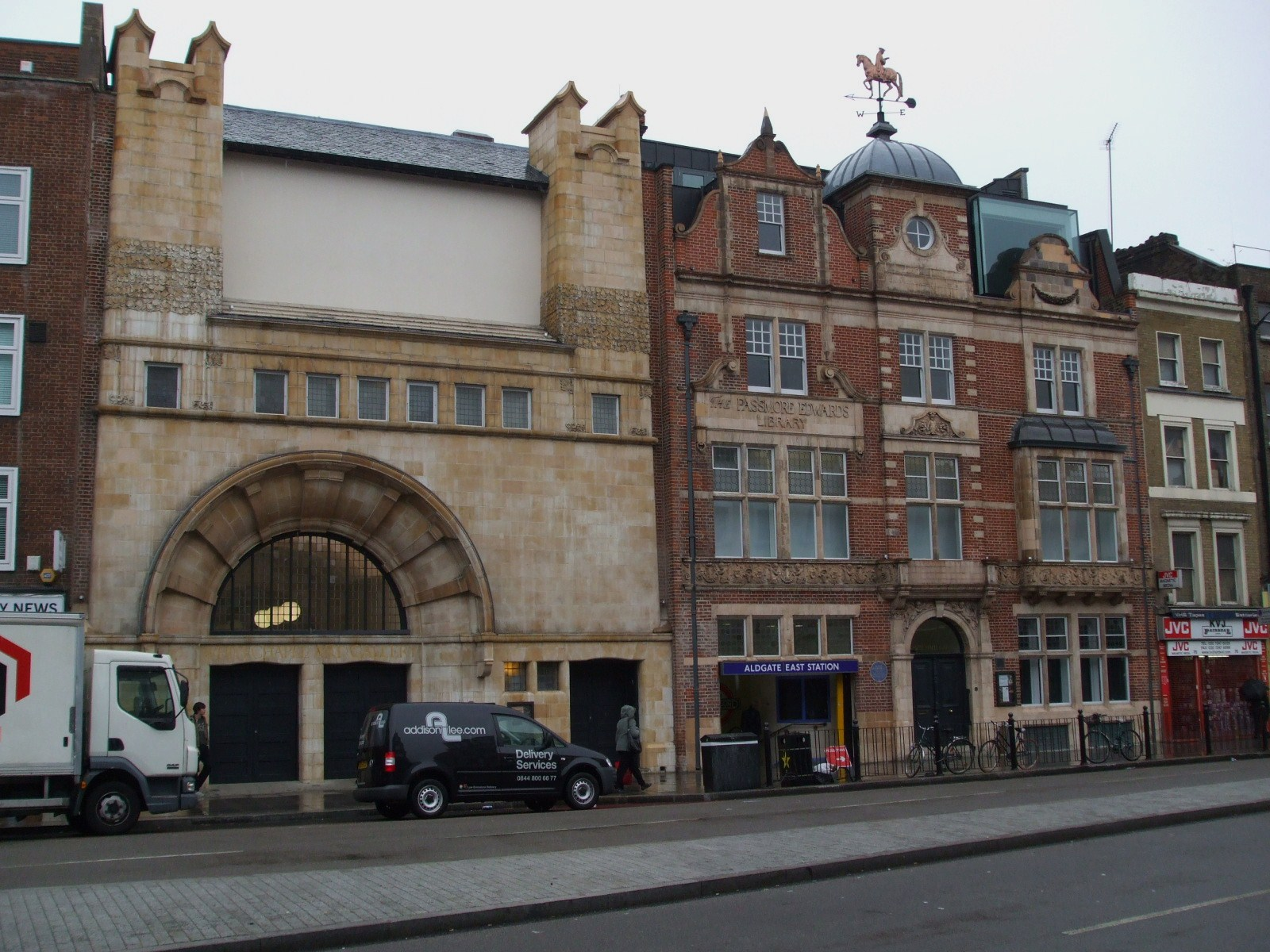
Eingang der U-Bahn-Station

Aldgate East ist eine unterirdische Station der London Underground im Stadtbezirk London Borough of Tower Hamlets. Sie liegt in der Travelcard-Tarifzone 1, an der Kreuzung von Whitechapel High Street und Commercial Street. Hier verkehren Züge der District Line und der Hammersmith & City Line (früher Metropolitan Line). Im Jahr 2014 nutzten 12,25 Millionen Fahrgäste die Station.

## Geschichte
Die ursprüngliche Station Aldgate East wurde am 6. Oktober 1884 eröffnet, als Teil einer gemeinsamen Strecke der Metropolitan Railway (heutige Metropolitan Line) und der Metropolitan District Railway (heutige District Line) vom Innenstadtring nach Whitechapel. Das Stationsgebäude befand sich damals etwa hundert Meter weiter westlich, in unmittelbarer Nähe zur Station Aldgate. Die Verbindungskurve zwischen Liverpool Street und Aldgate East fiel ungewöhnlich eng aus, was im Laufe der Jahre immer häufiger zu Kapazitätsengpässen führte.
Nach mehr als 50 Jahren vergrößerte man das Gleisdreieck bei Aldgate, wodurch eine weitaus weniger enge Kurve entstand. Die alte Station wurde am 30. Oktober 1938 geschlossen und durch einen Neubau am heutigen Standort ersetzt; dadurch war auch der Einsatz längerer Züge möglich. St Mary’s (Whitechapel Road), die nächstfolgende Station in Richtung Osten, lag nun zu nahe bei Aldgate East und musste geschlossen werden. Als Kompensation entstand am östlichen Ende des Bahnsteigs von Aldgate East ein zusätzlicher Ausgang.
Die neue Station liegt vollständig unterirdisch und dient auch als Fußgängerunterführung unter der viel befahrenen Whitechapel High Street. Um den nötigen Platz hierfür zu schaffen, mussten die Gleise bei laufendem Zugbetrieb um mehr als zwei Meter gesenkt werden. Zu diesem Zweck entfernte man zunächst den Schotter und legte die Gleise auf hölzerne Verstrebungen. Danach senkten über 100 Arbeiter simultan mit Hilfe von Haken die Gleise. Diese Haken sind heute noch vorhanden.